# Kanton Flogny-la-Chapelle
Kanton Flogny-la-Chapelle is een voormalig kanton van het Franse departement Yonne. Het kanton maakte deel uit van het arrondissement Avallon. 
Het werd opgeheven bij decreet van 13 februari 2014 met uitwerking op 22 maart 2015.

## Gemeenten
Het kanton Flogny-la-Chapelle omvatte de volgende gemeenten:
- Bernouil
- Beugnon
- Butteaux
- Carisey
- Dyé
- Flogny-la-Chapelle (hoofdplaats)
- Lasson
- Neuvy-Sautour
- Percey
- Roffey
- Sormery
- Soumaintrain
- Tronchoy
- Villiers-Vineux